# دیتر هنریش
دیتر هِنریش (به آلمانی: Dieter Henrich)، فیلسوف آلمانی و متخصص ایدئالیسم آلمانی بود. کتاب‌های وی از جمله آثار پرارجاع در آلمان امروزین است و نوآوری‌های زیادی در فلسفهٔ سوبژکتیویتیسم دارا بود.

## زندگی‌نامه
استاد دیتر هنریش (یا هاینریش)(۵ ژانویه ۱۹۲۷) در شهر ماربورگ آلمان به‌دنیا آمد. وی تحصیلات خود را در دانشگاه گوته فرانکفورت، دانشگاه ماربورگ و دانشگاه هایدلبرگ گذراند و پایان‌نامهٔ دکترای خود را با مشاوره فیلسوف بزرگ آلمانی هانس-گئورگ گادامر در زمینه معرفت‌شناسی ماکس وبر به اتمام رساند.

## فعالیت‌های علمی
تحقیقات دیتر هِنریش بیشتر در زمینه زیبایی‌شناسی، فلسفه اخلاق، فلسفه سیاست، ایدئالیسم آلمانی و به ویژه فلسفه کانت است. هنریش هم‌اکنون عضو فرهنگستان علوم هایدلبرگ و باواریا و نیز عضو افتخاری فرهنگستان علوم آمریکاست. همچنین او از دانشگاه ینا، ماربورگ و مونتسر مفتخر به دریافت درجهٔ مدارک افتخاری در الاهیات و فلسفه شده‌است.

## هنریش در ایران
تابحال در ایران از دیتر هِنریش یکی از مهم‌ترین آثار او (بین کانت و هگل) به چاپ رسیده‌است. این کتاب را هومن قاسمی ترجمه کرده‌است. سید مسعود حسینی به نقد این ترجمه پرداخته‌است.

## کار فلسفی و درگذشت
دیتر هنریش در سال ۱۹۷۳ سخنرانی خود دربارهٔ ایده آلیسم آلمانی، جریان‌های معاصر را در فلسفه آلمان به مخاطبان آمریکایی معرفی کرد. از آن زمان متون سخنرانی‌های او با عنوان فلسفه بین کانت و هگل منتشر شد که تداوم بین ایده آلیسم آلمانی و نگرش‌های فلسفی معاصر را نشان می‌دهد. هنریش این ایده را مطرح کرد که افکار من (آنچه او آن را «ارتباط با خود معرفتی» معرفی کرده، آن را رابطه با خود نیز نامیده) متضمن اعتقاد به وجود جهانی از اشیاء است.
او اصطلاح بینش اولیه فیشته (بینش اصلی فیشته) را برای توصیف ایده یوهان گوتلیب فیشته معرفی کرد و موید این است که خود او  قبلاً با فلسفه فیشته آشنایی قبلی داشته باشد، مستقل از عمل خود بازتابی. هنریش خاطرنشان کرد که فیشته سوژه استعلایی را یک خود بودن ازلی می‌دید و فعالیت آن را مقدم بر خود بازتابی می‌دانست. او همچنین اصطلاح مغالطه کانتی را برای توصیف تلاش امانوئل کانت برای استقرار خود در بازاندیشی محض معرفی کرد، و لحظه انعکاس خود را به عنوان منبع اصلی خودآگاهی معرفی نمود (همچنین به خودآگاهی پیش بازتابی مراجعه کنید). تفکر او معطوف به راز خودآگاهی بود. او خاطرنشان کرد که شواهد خودآگاهی واقعاً بدیهی نیست، بلکه مبهم است، احتمالاً تجلی دلیلی پنهان در وضوح خودآگاهی و فکر فراری است ("تجلی آشکار دلیلی که گویی در شفافیت خودآگاهی پنهان است و از تفکر دور است.").
هنریش در ۱۷ دسامبر ۲۰۲۲ در سن ۹۵ سالگی درگذشت.